# Toma (département)
Pour les articles homonymes, voir Toma.
Toma est un département et une commune rurale de la province du Nayala, situé dans la région de la Boucle du Mouhoun au Burkina Faso. Il compte en 2006, 17 050 habitants.
Avec une superficie de 3.829 km2, il s’étend entre le 02° 45’ et le 3° 30’ de longitude Ouest puis le 12° 20’ et le 12° 55’ de latitude Nord. Elle est limitée au Nord par la province du Sourou, au Sud par la province du Mouhoun, à l’Est par les provinces du Passoré et du Sanguié et à l’Ouest par les provinces du Mouhoun et de la Kossi.

## Liste des villages
Le département de Toma comprend 16 villages, dont le chef-lieu  (données du recensement de 2006) :
- Goa (635 habitants)
- Goussi (560 habitants)
- Koin (3 513 habitants)
- Kolan (1 001 habitants)
- Konti (329 habitants)
- Niémé (674 habitants)
- Nyon (572 habitants)
- Pankélé (1 963 habitants)
- Raotenga (219 habitants)
- Sawa (826 habitants)
- Semba (599 habitants)
- Sien (759 habitants)
- Siépa (805 habitants)
- Toma (ou Tô) (1 360 habitants)
- Yayo (160 habitants)
- Zouma (3 075 habitants)